# Josip Primožič
Josip Primožič   (Ljubljana, 7 de febrer de 1900 - Maribor, 18 d'agost de 1985) va ser un gimnasta artístic eslovè que va competir sota bandera iugoslava durant les dècades de 1920 i 1930.
Durant la seva carrera esportiva va prendre part en tres edicions dels Jocs Olímpics d'Estiu, el 1924, 1928 i 1936. El 1924, a París, destaca una quarta posició en el concurs complet per equips. El 1928, a Amsterdam, guanyà la medalla de plata en les barres paral·leles i la de bronze en el concurs complet per equips. Fou quart en el salt sobre cavall, cinquè en el concurs complet individual i sisè en la barra fixa. El 1936, a Berlín, destaca la sisena posició en el concurs complet per equips.
En el seu palmarès també destaquen vuit medalles al Campionat del món de gimnàstica artística, dues de plata el 1926, quatre d'or i una de bronze el 1930 i una de bronze el 1938.